# Agriotes curtus curtus
Agriotes curtus curtus é uma subespécie de insetos coleópteros polífagos pertencente à família Elateridae.
A autoridade científica da subespécie é Candèze, tendo sido descrita no ano de 1878.
Trata-se de uma subespécie presente no território português.